# 今井登茂子
今井 登茂子（いまい ともこ、1937年1月27日 - ）は、日本のアナウンサーである。 別名義、今井 とも子。
東京都杉並区出身。TJコミュニケーションズ「ともこ塾」代表。TBSアナウンサー第6期生。立教大学文学部史学科卒業。

## 略歴
父親が満洲に行っている７歳の時に母親が死去、一時は孤児となる。父親が再婚、継母に育てられ早いうちから自立を考え、アナウンサーになることを考える。大学では放送研究会ではなく合唱団に所属した。
1959年4月、TBSにアナウンサー第6期生として入社（同期には池田孝一郎・石井智・川野昌宏・里見恭夫・新堀俊明・土屋統督・藤田和弘・料治直矢・相場君子・加藤かな子・加藤珪子・土井誉子・蛭田玲子）、初代お天気お姉さんとして視聴者から親しまれる。1961年2月、ラジオ編成局制作部へ異動。1962年11月、TBSを退社、フリーとなり、1968年から1988年まで、TBSラジオ『キユーピー・バックグラウンド・ミュージック』のパーソナリティーとしても長年活躍したことで、ゴールデンマイク賞を受賞。また、安藤優子（フリーキャスター）らを輩出するなど後進の育成にも力を入れており、1987年には会話を通した人間関係の重要性を問うコミュニケーションスクール・「とも子塾」を立ち上げた。

## 出演番組
- V・A・Wタイム（1960年、TBSテレビ）[8][7]
- 夜のしじまに（1961年、TBSラジオ）[8][7]
- サンデー・エキスプレス（TBSラジオ）[8][7]
- パックインミュージック（1967年8月 - 1968年3月、TBSラジオ）日曜（土曜深夜） - 矢島正明と担当。[2]
- キユーピー・バックグラウンド・ミュージック（1968年 - 1988年、TBSラジオ）[1][7]

## ビブリオグラフィ

### 著書
- 心くばりで、女は輝く（1988年、二見書房）
- 好感度美人book : あなたを磨くコミュニケーションマナー（1992年、婦人生活社）
- 知的女性のマナー : 美しく、心を伝える!（1993年、同文書院〈センシビリティbooks〉）
- 一目でわかるコミュニケーションマナー : よりよい人間関係を築くために（1994年、全国協同出版）
- ビジネスマナーで恥をかかない本 : "簡単チェック"でハッと気づきすぐ身につく 今の時代に合った最適コミュニケーション84（1996年、ロングセラーズ）
- 魅力的な女性の完全マナーbook : もっと素敵なあなたになれる（1997年、同文書院）
- 人には聞きにくい嫌われない作法101（1998年、講談社〈講談社ニューハードカバー〉） - 「これだけは知っておきたい社会人の基本」（2004年、講談社〈講談社+α文庫〉）に文庫化。
- ちょっとした人づきあいのコツ : コミュニケーション力がつく50のヒント（1998年、オーエス出版） - 「コミュニケーション力が他人の倍つく本 : 説得力・交渉力・提案力、50のヒント」（2002年、講談社〈講談社+α文庫〉）に文庫化。
- ちょっとした接客サービスのコツ : すぐまねできる顧客満足100のヒント（2000年、オーエス出版）
- 感じがいい「そのひとこと」の言い方（2000年、講談社〈講談社ニューハードカバー〉）- 「きちんとした「日本語」の話し方」（2004年、講談社〈講談社+α文庫〉）に文庫化。
- あげる常識もらう常識 : この常識を知らないと、人間関係が壊れ始める（2001年、河出書房新社）
- 中間管理職のための叱り上手・叱られ上手（2001年、講談社〈講談社ニューハードカバー〉）
- 困ったときの賢い言い方 : ハッキリ言えないあなたに（2001年、文藝春秋〈文春文庫plus〉）
- おとなしいのにまた会いたくなる女性の共通点 : もう一歩、打ちとける"人づきあい"のヒント（2002年、青春出版社）
- 人を動かすコミュニケーションのコツ : 「納得と共感」で気持ちよく仕事を進めるために（2002年、オーエス出版）
- なぜか「好感」をもたれる女性のほんのちょっとした違い（2003年、河出書房新社）
- 愛するコツ愛されるコツ : 「恋愛コミュニケーション力」で運命の扉を開ける（2003年、オーエス出版）
- 「返事美人」の日本語レッスン（2003年、河出書房新社）
- 「仕事もできて好かれる女性」50のルール : どんどんうまく回り出すコミュニケーションのヒント（2004年、青春出版社）
- 言いたいことをキチンと伝えるお母さんの話し方「66」のコツ（2004年、風讃社）
- 売れる日本語売れない日本語 : そのちょっとした違い : 接客用語改造講座（2005年、河出書房新社）
- 「うまく言えない」がなくなる本 : 会話力を磨く36項（2005年、講談社）
- 他人と差がつく気のきいた贈り方の技術（2005年、アスカ・エフ・プロダクツ）
- 聞く技術 : きちんと「受けて」きちんと「返す」（2006年、講談社）
- できる人の叱り方（2006年、講談社〈講談社+α文庫〉）
- 必ず、人生がうまくいく「ひとこと」の魔法（2006年、PHP研究所）
- 人に好かれる笑顔美人の法則 : 「また会いたい!」と思わせる人になる（2007年、大和書房）
- 一瞬で好かれる人になるハッピー会話術 : 言いたいことが言えないあなたへ（2007年、青春出版社〈青春文庫〉）
- 接客サービス : はじめてのビジネス : 今井登茂子先生がやさしく教える（2007年、インデックス・コミュニケーションズ〈イラストbook〉）
- ピンチをチャンスに変える!とっさのひとこと120 : 場面別・状況別!（2008年、インデックス・コミュニケーションズ）
- 人に好かれる言葉ハンドブック : こんなとき、この言い方（2008年、大和書房）
- 今すぐ知りたい!接客サービス : お客さまがまた来てくれるちょっとしたコツ（2008年、インデックス・コミュニケーションズ）
- おとなの女の世渡り力 : 仕事で人生できちんと年をかさね続ける : 人間関係から恋愛作法まで87のルール（2009年、こう書房）
- 敬語すらすら便利帳 : きちんと話せる!とっさに使える!（2009年、日本能率協会マネジメントセンター）
- 接客らくらく便利帳 : イラストでわかる!（2010年、日本能率協会マネジメントセンター）
- あいさつ&スピーチ言葉につまらずに話す技術（2010年、PHP研究所）
- 誰とでもラクに話せるコツ101 : しんどいシーンをすべて解決!（2014年、高橋書店）

### 雑誌連載
- 日本経済新聞（1997年 - 、日本経済新聞社）PLUS1 〜実践マナー塾〜
- OL manual（研修出版）「耳を澄ませば」

### 雑誌記事
執筆
- 今井登茂子「交渉ベタでは損をする!相手をグッとひきつけてその気にさせる交渉術」『近代中小企業』第33巻第11号、中小企業経営研究会、1998年9月、56-64頁。
- 今井登茂子、蔦宗浩二「対話ネットワークー8-挨拶から戦いは始まっている」『Training journal』第20巻第11号、ブックハウス・エイチディ、1998年11月、76-79頁。
- 今井登茂子「特集 JA探訪--新人 これができたらあなたの現能力二倍アップ」『農業協同組合経営実務』第65巻第4号、2010年4月、38-43頁。
- 今井登茂子「若者に贈る「あいさつ」の心と技術」『Omni-management』第19巻第6号、日本経営協会、2010年6月、18-21頁。
- 今井登茂子「たったひと言で人間関係はこんなにうまくいく! 効果抜群!! 「好感フレーズ」の練習帳」『OL manual』第23巻第269号、研修出版、2011年7月、10-32頁。
- 今井登茂子「特集 入職3カ月が勝負! いまどき新人が伸びる ほめ方 叱り方 ｢上手にほめる｣｢上手に叱る｣ための心構え」『Nursing business』第6巻第4号、2012年4月、300-303頁、ISSN 18815766。

インタビュー
- 今井登茂子（インタビュアー：田中美絵）「あの人とこんな話」『朝日新聞社』、2004年7月5日。2014年10月14日閲覧。
- 今井登茂子（インタビュアー：大島幸夫）「生き方づくり 粋呼伝(すいこでん) TJコミュニケーションズ「とも子塾」主宰 今井登茂子さん 「信頼を築く話し言葉」の伝道師」『健康保険, 健康保険組合連合会』、2004年11月。

### 監修書籍
- 女房に言っていい言葉いけない言葉（2004年、PHP研究所〈PHP文庫〉）
- ダンナの気分をよくする魔法の言葉 : 「この話し方」で亭主はあなたの思うツボ?!（2006年、PHP研究所〈PHP文庫〉）
- 葦野そら『子連れお出かけらくらくマナー : どこへ行っても大丈夫!』土屋書店、2009年。ISBN 9784806910848。